# Culicoides santonicus
Culicoides santonicus is een muggensoort uit de familie van de knutten (Ceratopogonidae). De wetenschappelijke naam van de soort is voor het eerst geldig gepubliceerd in 1966 door Callot, Kremer, Rault & Bach.